# 김명완 (바둑 기사)
김명완(金明完, 1978년 2월 2일 ~ )은 대한민국의 바둑 기사이며, 우승하지 못한 비운의 기사로 유명하다. 

## 약력
1994년 프로 바둑에 입단했다. 1995년 제6기 비씨카드배 본선과 1996년 제2기 박카스배 천원전, 제7기 비씨카드배 본선에 각각 진출하였다. 1997년 경희대학교 합격 이후 1998년 제8기 비씨카드배 신인왕전에서 준우승을 차지했고 고려대학교 신문방송학과에 입학하였다. 1999년 제43기 국수전 본선, 제9기 비씨카드배 신인왕전에서 준우승을 했다.
2000년 제4기 SK가스배 신예프로10걸전에서 3위를 차지했고 2001년 6단으로 승단했다. 2002년 제12기 비씨카드배 신인왕전에서 준우승을 했다. 신신왕전의 사나이로 불렸으나, 2005년 7단과 2007년 8단을 거쳐 2008년 9단으로 승단했다. 2010년 이후 미국 로스앤젤레스 등지에서 한국바둑세계화사업을 추진하고 있다.